# Хуго Бал
Хуго Бал (на немски: Hugo Ball) е немски поет, белетрист, драматург, есеист, режисьор и преводач.

## Биография и творчество
Хуго Бал е роден в Пирмазенс, на границата с Франция, и израства в строго католическо семейство.
Следва германистика, история и философия в Мюнхен и Хайделберг, където слуша лекции върху Рихард Вагнер, Артур Шопенхауер и Фридрих Ницше. Не завършва дисертацията си върху Ницше и след разрив със семейството си заминава за Берлин, където се записва в театралната школа на Макс Райнхард. Работи като драматург в Плауен и Мюнхен и сътрудничи на литературни издания.
През 1913 г. Хуго Бал публикува своите „Афоризми“ в списание „Югенд“ и първите си експресионистични стихотворения в списанията „Ди Акцион“ и „Ди нойе кунст“. Заедно с Василий Кандински възнамерява да издаде алманах „Новият театър“ като допълнение към сборника „Синият ездач“, но начинанието се осуетява поради избухването на Първата световна война. Хуго Бал се записва доброволец, но е освидетелстван като негоден за военна служба. В 1915 г. емигрира в Цюрих и изкарва прехраната си като пианист и автор на текстове във вариете „Фламинго“, с което обикаля Швейцария.
Заедно с Ханс Арп, Рихард Хюлзенбек, Тристан Цара и Марсел Янко поетът основава през 1916 г. в Цюрих прочутото „Кабаре Волтер“, което става люлка на дадаизма. Това художествено движение възниква като протест срещу войната, институционализирането на културата, целесъобразността на изкуството и перфекционизмът на техниката. Като предпочитани изразни форми поетите-дадаисти използват колажи и произволно свързани поредици от думи и срички. На първата дадаистична вечер Хуго Бал прочита манифест, в който казва: „Ще чета стихове, чиято главна цел е отказът от езика“.
Тогава са създадени и неговите „звукови поеми“ (Lautgedichte), „стихове без думи“ , с идеята, че звукът е по-искрен от словото. Образец за цюрихските дадаисти стават гротескните „Песни под бесилото“ (1905) на Кристиан Моргенщерн.
След края на войната Хуго Бал се посвещава на католицизма, изучава старите мистици и се занимава с екзорсизъм като форма на раннохристиянска психотерапия. Изнася лекции в Германия и Швейцария и издава автобиографичната си книга с афоризми „Бягство от времето“ (1927). В Тесин завързва тясно приятелство с писателя Херман Хесе, за когото в 1927 г. написва биографично есе „Херман Хесе. Живот и творчество“. Бал умира край Лугано от рак на стомаха.

## Признание
През 1990 г. родният град на поета Пирмазенс учредява в негова чест литературната награда „Хуго Бал“.
| О, Мариета-Крипистика! Престолно канапе в сарая на Севиля! Ти пò си ценна от ликуващата паплач на тирантите, чиито лакоми хоботи имат навика да душат по корема ти. 1916 |